# 宋自逊
宋自逊（?—?），字谦父，号壶山，南宋金华人，后居南昌，宋宁宗庆元末卒。文笔高绝，盛名于当代名流界。他的词集名渔樵笛谱，现存《花庵词选》。

## 自述
|  | 壶山居士，未老心先懒。 爱学道人家，办竹几、蒲团茗碗。 青山可买，小结屋三间，开一径，俯清溪，修竹栽教满。 客来便请，随分家常饭。 若肯小留连，更薄酒，三杯两盏，吟诗度曲，风月任招呼。 身外事，不关心，自有天公管。——《蓦山溪·自述》[1] |

## 其他作品
何敢笑人干禄，自知无分弹冠。只将贫贱博清闲。留取书遮老眼。

世上风波任险，门前路径须宽。心无妄想梦魂安。万事鹤长凫短。——《西江月》